# David Silva (Fußballspieler, Oktober 1986)
David Mendes da Silva, genannt David Silva (* 11. Oktober 1986 in Coimbra, Portugal), ist ein kapverdischer Fußballspieler.

## Karriere

### Verein
Nachdem David Silva seine Fußballkarriere in der Jugend des FC Porto begonnen hatte, schaffte er im Jahr 2005 den Sprung in die B-Mannschaft. In der Saison 2005/06 absolvierte 19 Spiele und erzielte dabei drei Tore für Portos Amateurteam. Im Sommer 2006 wechselte er dann zu GD Tourizense, doch kam in der Spielzeit 2006/07 nur auf sieben Ligaeinsätze und blieb ohne Torerfolg. In der darauffolgenden Saison konnte er sich einen Stammplatz in der Mannschaft erkämpfen und absolvierte 33 Ligaspiele, in denen er vier Tore schoss. Im Juni 2008 verließ er Tourizense und wechselte nach Bulgarien zu Lokomotive Mesdra, dort unterschrieb er einen Drei-Jahres-Vertrag. In Mesdra wurde er allerdings nicht glücklich und deshalb wechselte er im Januar 2009 mit seinem Teamkollegen Rui Miguel, mit dem er auch schon bei GD Tourizense zusammengespielt hat, zu ZSKA Sofia. Sein Ligaspieldebüt bestritt er am 7. März beim 3:0-Auswärtssieg gegen Belasiza Petritsch, in dieser Partie erzielte er auch gleich sein erstes Saisontor. Nur zehn weitere Einsätze folgten, daher wurden er sowie Rui Miguel im Januar 2010 bis zum Saisonende an den spanischen Drittligisten CD Castellón verliehen. Am 23. Juni wurden beide Verträge in gegenseitigem Einverständnis mit ZSKA Sofia aufgelöst.
Am 1. August 2010 unterschrieb er einen Zwei-Jahres-Vertrag beim schottischen Klub FC Kilmarnock, nachdem er beim Probetraining in der Saisonvorbereitung zu überzeugen wusste. Auch Rui Miguel folgte ihm nach Schottland. Silva war Mixu Paatelainens erster Transfercoup in seiner Amtszeit als Manager. Am 8. Spieltag schoss er bei der 1:2-Niederlage gegen Hibernian Edinburgh sein erstes Saisontor, als er die zwischenzeitliche Führung erzielte. In seiner ersten Saison in Schottland kam er auf 29 Ligaspiele und vier Saisontore. Im darauffolgenden Jahr konnte er seine Position in der Mannschaften nicht dauerhaft festigen, er blieb in der Spielzeit 2011/12 in 16 Spielen ohne Torerfolg. Trotzdem gewann er mit dem Klub den Ligapokal durch einen 1:0-Sieg im Finale über Celtic Glasgow.
Am 21. Juni 2012 kehrte nach Portugal zurück und unterzeichnete einen Zwei-Jahres-Vertrag beim SC Olhanense. Schon in seinem zweiten Ligaspiel war er für seinen neuen Arbeitgeber erfolgreich, beim 1:1-Unentschieden gegen Académica de Coimbra erzielte er in der 67. Minute den Ausgleichstreffer. Nachdem Silva eine Spielzeit bei Olhanense verbracht hatte, kehrte er im September 2013 zum FC Kilmarnock zurück und unterschrieb einen Vertrag bis zum Juni 2014. Allerdings wurde sein Vertrag schon im Januar 2014 aufgrund mangelnder Fitness aufgelöst.
Es folgten weitere Stationen bei Erstligist FF Jaro in Finnland, den thailändischen Zweitligisten Bangkok FC und Songkhla United FC. Von 2018 bis 2022 stand Silva dann bei US Bad Mondorf in der luxemburgischen BGL Ligue unter Vertrag und erziele während dieser Zeit in 76 Ligaspielen sechs Treffer. Anschließend ging er weiter zum Zweitligisten Sporting Bettemburg und schaffte dort im Sommer 2024 den Aufstieg in die BGL Ligue.

### Nationalmannschaft
Im Oktober 2012 wurde Silva erstmals für ein Länderspiel der kapverdischen Nationalmannschaft berufen und zwar für das Qualifikationsspiel um die Teilnahme an der Fußball-Afrikameisterschaft 2013 gegen Kamerun. Gegen Kamerun schafften die Kap Verden die Sensation und bezwang den Favoriten nach Hin- und Rückspiel.
Durch diesen Sieg qualifizierte er sich mit seiner Mannschaft an der Endrunde des Africa Cups und David Silva wurde für den Endrundenkader nominiert. Auch in der Endrunde wusste er mit seinem Team zu überzeugen und setzte sich in einer Gruppe mit Südafrika, Angola und Marokko als Gruppenzweiter durch. Das Viertelfinalspiel gegen Ghana ging allerdings mit 0:2 verloren.

## Erfolge
- Schottischer Ligapokalsieger: 2012